# Ewa Villages
Ewa Villages és una concentració de població designada pel cens dels Estats Units a l'estat de Hawaii. Segons el cens del 2000 tenia 4.741 habitants.

## Demografia
Segons el cens del 2000, Ewa Villages tenia 4.741 habitants, 1.178 habitatges, i 1.004 famílies La densitat de població era de 1868,19 habitants per km².
Dels 1.178 habitatges en un 39,6% hi vivien nens de menys de 18 anys, en un 63,8% hi vivien parelles casades, en un 12,9% dones solteres, i en un 14,8% no eren unitats familiars. En l'11,5% dels habitatges hi vivien persones soles el 7,8% de les quals corresponia a persones de 65 anys o més que vivien soles. El nombre mitjà de persones vivint en cada habitatge era de 4,02 i el nombre mitjà de persones que vivien en cada família era de 4,33.
Per edats la població es repartia de la següent manera: un 27,8% tenia menys de 18 anys, un 9,4% entre 18 i 24, un 30,2% entre 25 i 44, un 18,8% de 45 a 64 i un 13,8% 65 anys o més.
L'edat mediana era de 33,3 anys. Per cada 100 dones hi havia 102,0 homes. Per cada 100 dones de 18 o més anys hi havia 100,29 homes.
La renda mediana per habitatge era de 51.451 $ i la renda mediana per família de 52.878 $. Els homes tenien una renda mediana de 28.281 $ mentre que les dones 21.491 $. La renda per capita de la població era de 12.883 $. Aproximadament el 6,7% de les famílies i el 8,6% de la població estaven per davall del llindar de pobresa.

## Poblacions més properes
El següent diagrama mostra les poblacions més properes.